# 葛飾区立本田中学校
葛飾区立本田中学校（かつしかくりつ ほんでんちゅうがっこう）は、東京都葛飾区にある公立中学校。

## 沿革
- 昭和22年4月1日 - 葛飾区立第一中学校として本田小学校の校舎一部を借用して開校
- 昭和22年5月1日 - 入学式・開校式挙行（10学級・478名、教職員17名）
- 昭和23年3月25日 - 第1回卒業式挙行（卒業生67名）
- 昭和23年10月30日 - 校舎落成移転
- 昭和24年1月28日 - 校舎落成式挙行
- 昭和24年2月1日 - 葛飾区立本田中学校と校名変更[1]

## 教育目標
- 心身ともに健康な人になろう
- 進んで学ぶ人になろう
- 創造力を持った人になろう

## 部活動

### 運動部
- サッカー 部
- バレーボール 部
- バスケットボール部
- バドミントン部
- 卓球部
- 柔道部
- ダンス部
- ソフトテニス部

柔道部は葛飾区での大会で優勝するなど、輝かしい功績を挙げている。
バドミントン部は区大会で優勝するなど、輝かしい功績を挙げている。

### 文化部
- 吹奏楽部
- 美術部

## 交通
- 京成押上線京成立石駅から徒歩10分[2]（経路案内）。

## 関係者

### 出身者
- 米谷優（フリースタイルスキー選手）

### 教職員
- 竹内和夫（トルコ語学者、岡山大学名誉教授）